# Даянн Фромголтц
Даянн Фромголтц (англ. Dianne Fromholtz Balestrat; нар. 10 серпня 1956) колишня австралійська тенісистка.
Здобула вісім одиночних титулів туру WTA. 
Найвищу одиночну позицію світового рейтингу — 4 місце досягнула в 1979 році.

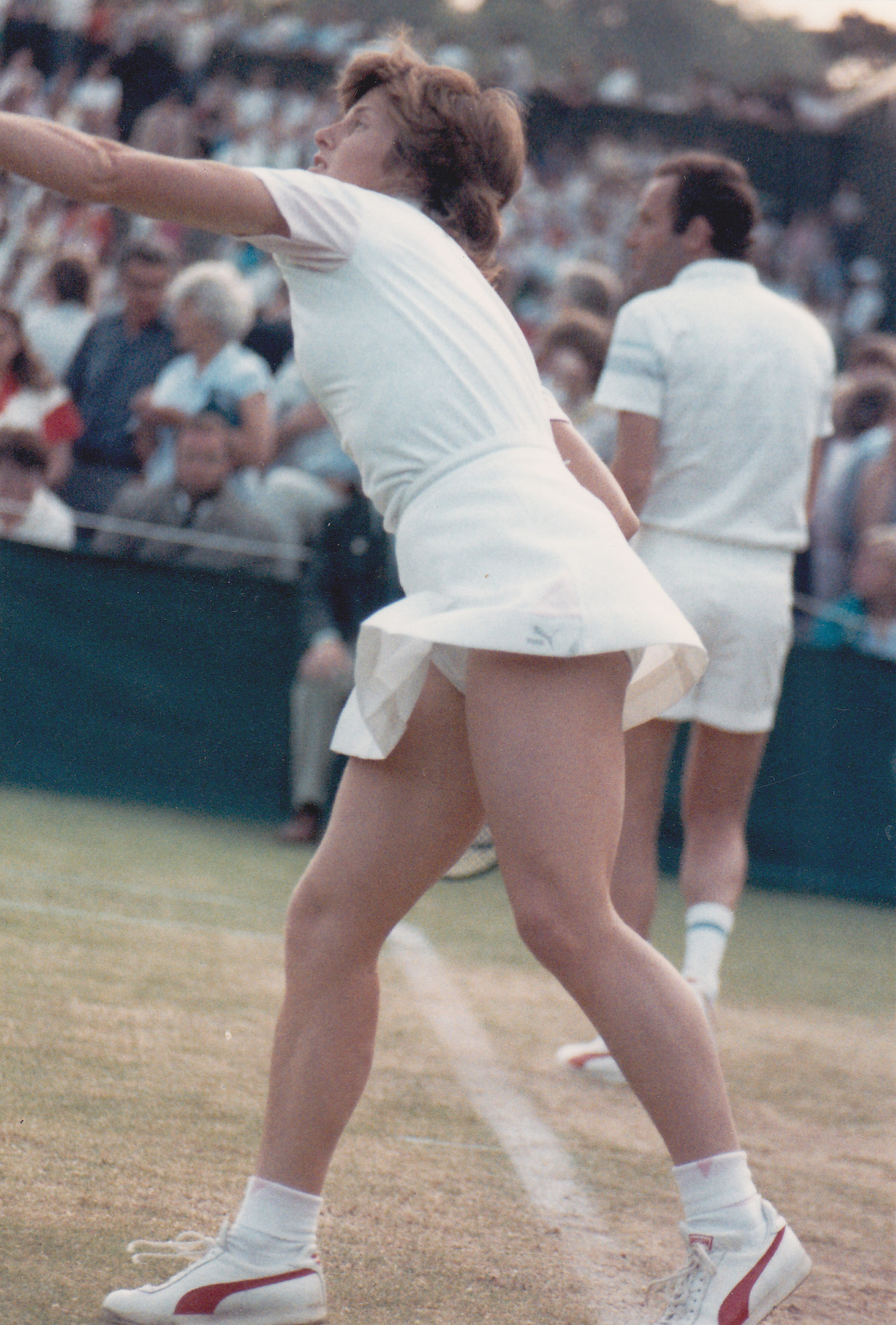
1985

Завершила кар'єру 1990 року.

## Фінали турнірів Великого шолома

### Одиночний розряд: (1 поразка)
| Результат | Рік     | Championship    | Покриття | Опонент       | Рахунок  |
| --------- | ------- | --------------- | -------- | ------------- | -------- |
| Поразка   | 1977(J) | Australian Open | Трава    | Керрі Мелвілл | 7–5, 6–2 |

### Парний розряд: (1 титул)
| Результат | Рік     | Championship    | Покриття | Партнер      | Опоненти                     | Рахунок       |
| --------- | ------- | --------------- | -------- | ------------ | ---------------------------- | ------------- |
| Перемога  | 1977(J) | Australian Open | Трава    | Гелен Гурлей | Керрі Мелвілл Бетсі Нагелсен | 5–7, 6–1, 7–5 |

### Мікст: (1 поразка)
| Результат | Рік  | Championship         | Покриття | Партнер        | Опоненти                | Рахунок            |
| --------- | ---- | -------------------- | -------- | -------------- | ----------------------- | ------------------ |
| Поразка   | 1980 | Вімблдонський турнір | Трава    | Марк Едмондсон | Трейсі Остін Джон Остін | 4–6, 7–6(8–6), 6–3 |

## Фінали турнірів WTA

### Одиночний розряд: 24 (8–16)
| Перемога — Легенда                 |
| ---------------------------------- |
| Турніри Великого шолома (0–1)      |
| Турніри WTA Tour (0–0)             |
| Virginia Slims, Avon, Other (8–15) |

| Титули за покриттям |
| ------------------- |
| Тверде (0–4)        |
| Трава (4–5)         |
| Ґрунт (3–1)         |
| Килим (1–6)         |

| Результат | Ранг | Дата              | Турнір               | Покриття | Опонент              | Рахунок        |
| --------- | ---- | ----------------- | -------------------- | -------- | -------------------- | -------------- |
| Перемога  | 1.   | 14 травня 1973    | Guildford            | Ґрунт    | Савамацу Кадзуко     | 7–5, 4–6, 6–3  |
| Перемога  | 2.   | 4 червня 1973     | Chichester           | Трава    | Брігітт Куйперс      | 6–1, 6–0       |
| Перемога  | 3.   | 11 червня 1973    | Beckenham            | Трава    | Джанет Ньюберрі      | 7–5, 0–6, 6–1  |
| Поразка   | 1.   | 9 липня 1973      | Ньюпорт              | Трава    | Джулі Гелдман        | 6–1, 1–6, 9–11 |
| Поразка   | 2.   | 19 листопада 1973 | Adelaide             | Трава    | Дженет Янг           | 5–7, 1–6       |
| Перемога  | 4.   | 26 листопада 1973 | Sydney               | Ґрунт    | Енн Кійомура         | 6–1, 7–5       |
| Поразка   | 3.   | 19 серпня 1974    | South Orange         | Трава    | Пем Тігуарден        | 5–7, 3–6       |
| Поразка   | 4.   | 18 листопада 1974 | Johannesburg         | Тверде   | Керрі Мелвілл        | 3–6, 5–7       |
| Поразка   | 5.   | 4 серпня 1975     | Індіанаполіс         | Ґрунт    | Кріс Еверт           | 3–6, 4–6       |
| Поразка   | 6.   | 4 жовтня 1976     | Phoenix              | Тверде   | Кріс Еверт           | 1–6, 5–7       |
| Перемога  | 5.   | 19 листопада 1976 | Sydney               | Ґрунт    | Лінн Гаррісон        | 6–1, 6–0       |
| Поразка   | 7.   | 26 грудня 1976    | Sydney International | Трава    | Керрі Мелвілл        | 6–3, 2–6, 3–6  |
| Поразка   | 8.   | 3 січня 1977      | Australian Open      | Трава    | Керрі Мелвілл        | 5–7, 2–6       |
| Поразка   | 9.   | 3 жовтня 1977     | Atlanta              | Килим    | Кріс Еверт           | 3–6, 2–6       |
| Поразка   | 10.  | 20 лютого 1978    | Detroit              | Килим    | Мартіна Навратілова  | 3–6, 2–6       |
| Перемога  | 6.   | 4 грудня 1978     | Sydney               | Трава    | Керрі Мелвілл        | 6–1, 1–6, 6–4  |
| Перемога  | 7.   | 18 грудня 1978    | Sydney International | Трава    | Венді Тернбулл       | 6–2, 7–5       |
| Поразка   | 11.  | 22 січня 1979     | Hollywood            | Килим    | Грір Стівенс         | 4–6, 6–2, 4–6  |
| Перемога  | 8.   | 12 березня 1979   | Бостон               | Килим    | Сью Баркер           | 6–2, 7–6(7–4)  |
| Поразка   | 12.  | 31 березня 1979   | Carlsbad             | Тверде   | Кріс Еверт           | 6–3, 3–6, 1–6  |
| Поразка   | 13.  | 1 жовтня 1979     | Minneapolis          | Килим    | Івонн Гулагонг-Коулі | 3–6, 4–6       |
| Поразка   | 14.  | 29 вересня 1980   | Minneapolis          | Килим    | Трейсі Остін         | 1–6, 6–2, 2–6  |
| Поразка   | 15.  | 6 травня 1985     | Sydney               | Килим    | Пем Шрайвер          | 3–6, 4–6       |
| Поразка   | 16.  | 9 березня 1987    | Phoenix              | Тверде   | Енн Вайт             | 1–6, 2–6       |

### Парний розряд: 12 (6–6)
| Перемога — Легенда                |
| --------------------------------- |
| Турніри Великого шолома (1–0)     |
| Турніри WTA Tour (0–0)            |
| Virginia Slims, Avon, Other (5–6) |

| Титули за покриттям |
| ------------------- |
| Тверде (2–2)        |
| Трава (2–3)         |
| Ґрунт (2–1)         |
| Килим (0–0)         |

| Результат | Ранг | Дата              | Турнір               | Покриття | Партнер         | Опоненти                           | Рахунок                       |
| --------- | ---- | ----------------- | -------------------- | -------- | --------------- | ---------------------------------- | ----------------------------- |
| Перемога  | 1.   | 9 липня 1973      | Ньюпорт              | Трава    | Джулі Гелдман   | Патті Гоган Шерон Волш             | 1–5 Shared – final rained out |
| Поразка   | 1.   | 17 грудня 1973    | Гобарт               | Трава    | Jackie Fayter   | Гелен Гурлей Карен Крантцке        | 2–6, 1–6                      |
| Перемога  | 2.   | 8 квітня 1974     | Фінікс               | Тверде   | Дженет Янг      | Енн Кійомура Бетсі Нагелсен        | w/o                           |
| Поразка   | 2.   | 18 листопада 1974 | Johannesburg         | Тверде   | Маргарет Корт   | Ілана Клосс Керрі Мелвілл          | 3–6, 5–7                      |
| Перемога  | 3.   | 19 травня 1975    | German Open          | Ґрунт    | Рената Томанова | Пауліна Пелед Савамацу Кадзуко     | 6–3, 6–2                      |
| Перемога  | 4.   | 8 березня 1976    | Таллахассі           | Тверде   | Джулі Ентоні    | Вірджинія Рузіч Маріана Сіміонеску | 6–2, 7–5                      |
| Поразка   | 3.   | 26 грудня 1976    | Sydney International | Трава    | Рената Томанова | Гелен Гурлей Бетсі Нагелсен        | 4–6, 1–6                      |
| Перемога  | 5.   | 3 січня 1977      | Australian Open      | Трава    | Гелен Гурлей    | Керрі Мелвілл Бетсі Нагелсен       | 5–7, 6–1, 7–5                 |
| Поразка   | 4.   | 23 вересня 1977   | Hilton Head          | Ґрунт    | Вірджинія Вейд  | Івонн Гулагонг-Коулі Керрі Мелвілл | 2–6, 6–3, 4–6                 |
| Перемога  | 6.   | 14 травня 1979    | Vienna               | Ґрунт    | Marise Kruger   | Ілана Клосс Бетті Енн Грабб Стюарт | 3–6, 6–4, 6–1                 |
| Поразка   | 5.   | 26 листопада 1979 | Melbourne            | Трава    | Енн Сміт        | Біллі Джин Кінг Венді Тернбулл     | 3–6, 3–6                      |
| Поразка   | 6.   | 28 лютого 1983    | Palm Springs         | Тверде   | Бетті Стеве     | Кеті Джордан Енн Кійомура          | 2–6, 2–6                      |

## Grand Slam singles tournament timeline
| Турнір                                       | 1971            | 1972            | 1973            | 1974            | 1975            | 1976            | 1977  | 1978             | 1979             | 1980             | 1981             | 1982             | 1983             | 1984             | 1985             | 1986  | 1987            | 1988            | 1989            | 1990            | Career SR |
| -------------------------------------------- | --------------- | --------------- | --------------- | --------------- | --------------- | --------------- | ----- | ---------------- | ---------------- | ---------------- | ---------------- | ---------------- | ---------------- | ---------------- | ---------------- | ----- | --------------- | --------------- | --------------- | --------------- | --------- |
| Відкритий чемпіонат Австралії з тенісу (Jan) | 1р              | A               | ЧФ              | 2р              | 3р              | A               | F     | Held in December | Held in December | Held in December | Held in December | Held in December | Held in December | Held in December | Held in December | NH    | 3р              | 1р              | 1р              | 1р              | 0 / 13    |
| French Open                                  | A               | A               | A               | 3р              | 3р              | A               | A     | A                | ПФ               | ПФ               | 3р               | A                | A                | A                | 1р               | A     | 2р              | A               | A               | A               | 0 / 7     |
| Вімблдонський турнір                         | A               | A               | 1р              | 1р              | 1р              | 2р              | A     | 2р               | ЧФ               | 2р               | 3р               | A                | 1р               | A                | 2р               | 2р    | ЧФ              | 2р              | 1р              | A               | 0 / 14    |
| Відкритий чемпіонат США з тенісу             | A               | A               | A               | 3р              | 2р              | ПФ              | 2р    | 3р               | 2р               | 2р               | 1р               | 2р               | 1р               | A                | 1р               | A     | 1р              | 2р              | A               | A               | 0 / 13    |
| Відкритий чемпіонат Австралії з тенісу (Dec) | Held in January | Held in January | Held in January | Held in January | Held in January | Held in January | A     | A                | A                | A                | 1р               | 2р               | A                | 2р               | 3р               | NH    | Held in January | Held in January | Held in January | Held in January |           |
| SR                                           | 0 / 1           | 0 / 0           | 0 / 2           | 0 / 4           | 0 / 4           | 0 / 2           | 0 / 2 | 0 / 2            | 0 / 3            | 0 / 3            | 0 / 4            | 0 / 2            | 0 / 2            | 0 / 1            | 0 / 4            | 0 / 1 | 0 / 4           | 0 / 3           | 0 / 2           | 0 / 1           | 0 / 47    |
| Рейтинг на кінець року                       |                 |                 |                 |                 | 20              | 5               | 8     | 8                | 10               | 6                | 12               | 38               | 32               | 75               | 99               | 30    | 25              | 21              | 56              | 112             | NR        |